# شهرزاد (مجموعه نمایش خانگی)
شهرزاد نام مجموعه‌ای نمایشی است که فصل اول آن در سال ۱۳۹۴ در ۲۸ قسمت و فصل دوم آن در سال ۱۳۹۶ در ۱۵ قسمت پخش شد. همچنین پخش فصل سوم این سریال هم در ۱۶ قسمت در زمستان ۱۳۹۶ آغاز شد و در ۲۱ خرداد ۱۳۹۷ پایان یافت. کارگردان این سریال حسن فتحی و تهیه‌کننده آن محمد امامی است. پخش این سریال به صورت هفتگی از طریق مراکز عرضه فیلم سراسر ایران انجام شد. علی نصیریان، ترانه علیدوستی، شهاب حسینی، مصطفی زمانی و پریناز ایزدیار بازیگران نقش‌های اصلی این مجموعه هستند. شهرزاد یکی از پرفروش‌ترین و پرمخاطب‌ترین مجموعه‌ها در شبکه نمایش خانگی ایران است.
جشن سریال شهرزاد در تاریخ ۲۶ اردیبهشت ۱۳۹۵ در مرکز همایش‌های برج میلاد برگزار شد، بلیت این جشن در مدت ۴۵ دقیقه اینترنتی فروخته شد، این جشن با حضور عوامل، بازیگران و مردم برگزار شد و از این سریال تقدیر به عمل آمد. پخش فصل دوم شهرزاد از روز دوشنبه ۲۹ خرداد ۱۳۹۶ (۱۹ ژوئن ۲۰۱۷) به صورت هفتگی آغاز شد. و در تاریخ ۱۷ مهر ۱۳۹۶ به پایان رسید.
پخش فصل سوم شهرزاد نیز از ۱۱ بهمن ۱۳۹۶ (۳۱ ژانویه ۲۰۱۸) به صورت هفتگی آغاز شد و در تاریخ ۲۱ خرداد ۱۳۹۷ به پایان رسید. پس از توزیع قسمت آخر، حسن فتحی با انتشار پیامی در صفحه اینستاگرام خود ضمن تشکر از بینندگان و عوامل، به شفاف سازی در خصوص حاشیه‌های سریال پرداخت و همچنین برای ساخت فصل چهارم سریال با حضور شخصیت‌های شهرزاد، فرهاد و قباد ابراز امیدواری کرد.

## داستان
داستان در سال ۱۳۳۲ و زمامداری دکتر مصدق اتفاق می‌افتد. شهرزاد (ترانه علیدوستی) دانشجوی پزشکی و فرهاد (مصطفی زمانی) دانشجوی ادبیات و روزنامه‌نگار عاشق هم هستند و می‌خواهند با هم ازدواج کنند. پدران این دو از افراد گوش‌به‌فرمان شخصی متنفذ به نام بزرگ‌آقا (علی نصیریان) هستند. تحولات ۲۸ مرداد، فرهاد را که روزنامه‌نگار و از طرفداران پر و پا قرص مصدق است، به دلیل اتهام به قتل و توطئه علیه سلطنت به پای چوبهٔ دار می‌کشد اما بزرگ‌آقا او را نجات می‌دهد. پس از آن ماجرا که دیگر فرهاد کمی از وحشت‌زدگی‌اش کم شده، تصمیم می‌گیرند مراسم عروسی بگیرند. همه خوشحال‌اند به‌جز پدر شهرزاد (محمود پاک‌نیت) که میلی به این ازدواج ندارد. از آن طرف، بزرگ‌آقا دختری به نام شیرین (پریناز ایزدیار) دارد که با پسرعموی خود، قباد (شهاب حسینی) ازدواج کرده‌است. قباد که هیچ میلی به این دختر بدزبان و مغرور ندارد، چون او عاشقش است، به‌خاطر پدر قدرتمندش بزرگ‌آقا که عمویش می‌شود، سکوت می‌کند و مجبور می‌شود بسوزد و بسازد.
قباد و شیرین بچه‌دار نمی‌شوند و دائم بر سر اینکه چه کسی مشکل دارد و بچه‌دار نمی‌شود، با هم مشاجره می‌کنند. بزرگ‌آقا که دیگر از آن‌ها بسیار خسته شده و احتیاج به وارث دارد، تصمیم می‌گیرد برای دامادش قباد زن بگیرد تا ببیند مشکل از کیست و پس از خود وارثی داشته باشد.
یک شب که پدر شهرزاد پیش بزرگ‌آقا می‌رود و گلایه می‌کند که دوست ندارد فرهاد با این‌که پسر دوست قدیمی‌اش است، با دخترش ازدواج کند، بزرگ‌آقا شهرزاد را برای قباد خواستگاری می‌کند. وقتی این خبر به گوش شهرزاد می‌رسد، ناراحت می‌شود و سعی بر این دارد که از انجام این کار امتناع کند ولی پدرش و بزرگ‌آقا در این تصمیم مصمم هستند و فرهاد نیز از این خبر حالش بد می‌شود و در پی این است که مانع این اتفاق و ازدواج شود. شهرزاد و فرهاد تصمیم به فرار به سمت شیراز می‌گیرند ولی اکرم (گلاره عباسی) که شاگرد سعیده دوست صمیمی و خیاط شهرزاد است، ماجرای فرار فرهاد و شهرزاد را لو می‌دهد و بزرگ‌آقا آنان را به تهران برمی‌گرداند؛ حال شهرزاد و فرهاد در بدترین حالت ممکن است تا اینکه بزرگ‌آقا برای صحبت کردن با شهرزاد به خانهٔ جمشید پدر شهرزاد می‌رود. او برای راضی کردن شهرزاد برای ازدواج با دامادش قباد جانِ فرهاد را وسط می‌کشد و می‌گوید اگر عروسی تو و فرهاد به سرانجام برسد، خانوادهٔ مقتول که فرهاد متهم به قتل پدر آن خانواده است، قصد جان فرهاد را می‌کنند و فرهاد را می‌کشند. شهرزاد برای نجات جانِ فرهاد راضی به وصلت با قباد می‌شود و این تصمیمش را به فرهاد می‌گوید و با قلبی شکسته از فرهاد جدا می‌شود. تا شب عروسی قباد نمی‌داند که عمویش بزرگ‌آقا چه کسی را می‌خواهد برایش بگیرد و حتی شهرزاد را نمی‌شناسد و از آن طرف، بزرگ‌آقا در حال راضی کردن یگانه دخترش شیرین است که راضی به این ازدواج باشد چون این ازدواج به صلاح همهٔ آنان است و شیرین قبول می‌کند که شهرزاد زن دوم شوهرش باشد تا وارثی بیاورد. در شب عروسی قباد که مست است بر سر سفرهٔ عقد و در حالی که تور را از چهرهٔ شهرزاد کنار می‌زند، عاشق شهرزاد می‌شود و لبخند رضایتی می‌زند از این‌که بزرگ‌آقا همسری خوب برایش در نظر گرفته؛ شهرزاد نیز حالت استرس و ترس و نگرانی دارد و در شب عروسی، به‌تنهایی به خانهٔ مشترکش با قباد می‌رود به دلیل اینکه بزرگ‌آقا از قباد می‌خواهد که در شب عروسی‌اش با شهرزاد در انجام مأموریت انتقام از قاتلان همسر و پسران بزرگ‌آقا، او را یاری کنند. بزرگ‌آقا فردای عروسی دخترش شیرین را نزد عمه‌هایش در کرمان می‌فرستد تا قباد راحت بتواند با شهرزاد رابطه برقرار کند. پس از برگشتن شیرین از کرمان، بزرگ‌آقا قانونی می‌گذارد که قباد باید فقط هفته‌ای یک بار به دیدن شهرزاد برود. شیرین می‌خواهد برای برگشتن خودش از کرمان سفرهٔ بی‌بی نور بیندازد. در همین سفره کل‌کلی میان دو هوو پیش می‌آید که ناگهان حال شهرزاد بد می‌شود و او را به بیمارستان می‌برند. در بیمارستان مشخص می‌شود که شهرزاد از قباد حامله است و ….

## عوامل
در ابتدا قرار بود که نام این سریال روزی روزگاری عاشقی باشد اما نام آن به شهرزاد تغییر یافت. داستان سریال شهرزاد در دههٔ ۱۳۳۰ خورشیدی می‌گذرد و روایتی عاشقانه بر بستر تاریخ است.
نغمه ثمینی و حسن فتحی نویسندگان این مجموعه‌اند.
سریال شهرزاد به کارگردانی حسن فتحی و بازی علی نصیریان، ترانه علیدوستی، مصطفی زمانی،شهاب حسینی و پریناز ایزدیار یک سریال درام تاریخی و عاشقانه است که برای پخش خانگی تولید شده‌است. داستان سریال شهرزاد از زمان کودتای ۲۸ مرداد به بعد اتفاق می‌افتد و بیشتر مضمونی رمانتیک دارد و می‌توان آن را ملودرامی عشقی جنایی تعریف کرد. سریال شهرزاد با هنرنمایی سه نسل از هنرمندان ایرانی، پرهزینه‌ترین سریال شبکهٔ نمایش خانگی است که داستان عاشقانه‌ای را در تهران قدیم روایت می‌کند. این سریال هم‌زمان در کشور آلمان و آمریکا نیز نمایش داده می‌شود و به همین مناسبت در روز ۲۰ مهرماه مراسم فرش قرمز با حضور بازیگران و دست‌اندرکاران این سریال در شهر کلن آلمان برگزار شد. سید محمد امامی تهیه‌کنندهٔ این سریال ۲۸ قسمتی است و اسماعیل عفیفه مجری طرح آن است. شهرزاد سومین محصول تصویر گستر پاسارگاد است.
حسن فتحی افزون بر کارگردانی سریال شهرزاد، نویسندگی آن را نیز انجام داده‌است. وی پیش از این مجموعه‌های پهلوانان نمی‌میرند، میوهٔ ممنوعه، مدار صفر درجه و شب دهم را ساخته‌است.

## تولید

### فصل اول
آذرماه ۱۳۹۳ ساخت فصل اول این سریال آغاز و اسفندماه۱۳۹۶ ساخت فصل سوم (آخرین فصل) به پایان رسید.
هر دوشنبه، قسمت جدیدی از این سریال در شبکه نمایش خانگی عرضه شد، هم‌چنین پخش جهانی سریال شهرزاد از ۱۰ اکتبر توسط شرکت فیلم‌سازی «ای‌ام‌فیلم» در آلمان آغاز شد. هم‌چنین فروش این مجموعه در اواسط پخش سریال در امارات متحده عربی آغاز شده بود.

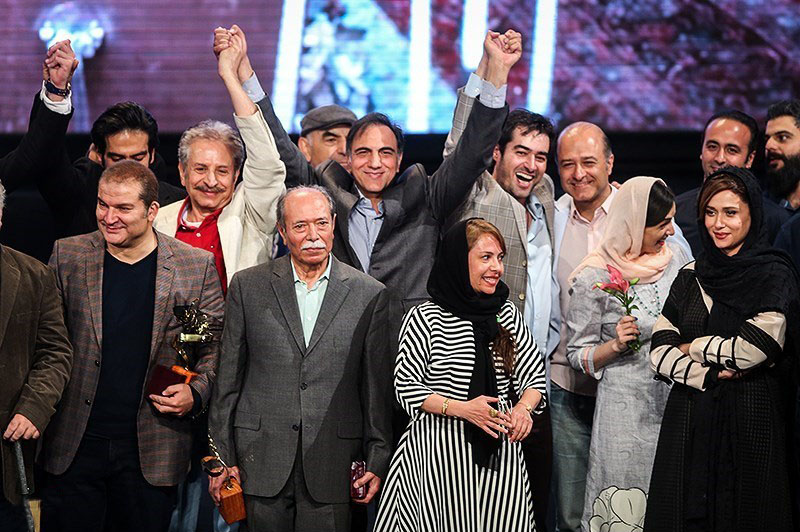
جشن پایان فصل اول

در ۲۰ اردیبهشت ۱۳۹۵ عرضهٔ فصل اول سریال در ۲۸ قسمت به پایان رسید.

### فصل دوم
تهیه‌کننده شهرزاد گفت: با برنامه‌ریزی انجام شده ساخت فصل دوم سریال شهرزاد از اوایل مهر ماه۱۳۹۵ آغاز می‌شود.
محمد امامی تهیه‌کننده سریال پرمخاطب شهرزاد در گفتگو با خبرنگار فرهنگی خبرگزاری تسنیم، گفت: از عوامل موفقیت این سریال می‌توان در درجه اول به فیلم‌نامه این سریال اشاره کرد که بارها نگارش و بازنویسی شده بود. ما روی ذائقه مخاطب مطالعه کردیم و به یک استاندارد نسبی رسیدیم.
وی افزود: علاوه بر متن، سریال شهرزاد تمام پارامترهای موفقیت را داشته‌است و محتوا، فیلمنامه، بازیگران، کارگردان، گروه تولید و تهیه از دیگر عوامل موفقیت این سریال محسوب می‌شود.
امامی با بیان اینکه جامعه ما نسبت به مجموعه نمایش خانگی بی‌اعتماد شده بود، گفت: ما با ساخت سریال شهرزاد توانستیم این اعتماد را بار دیگر به مردم و مخاطبان بازگردانیم.
وی دربارهٔ ساخت فاز دوم این سریال توضیح داد: شهرزاد در سه فصل به تولید می‌رسد که فصل دوم آن ۲۲ قسمت دارد.
تهیه‌کننده شهرزاد اضافه کرد: در حال حاضر فیلم‌نامه این سریال توسط حسن فتحی و نغمه ثمینی در حال نگارش است و ۱۴ قسمت اول این سریال نگارش شده‌است.
امامی گفت: با برنامه‌ریزی انجام شده تا پایان تیر ماه نگارش فیلم‌نامه شهرزاد۲ به پایان می‌رسد. پیش تولید خاصی برای این کار نداریم چون دکور و لوکیشن‌های ما آماده است و از اوایل مهر ماه ۱۳۹۵ کار تصویربرداری این سریال را آغاز می‌کنیم.
پخش «فصل دوم سریال شهرزاد» از روز دوشنبه ۲۹ خرداد ۱۳۹۶ (۱۹ ژوئن ۲۰۱۷) به صورت هفتگی آغاز شد و در تاریخ ۱۷ مهر ۱۳۹۶ به پایان رسید.

### فصل سوم
با توجه به انتقاداتی که در فصل دوم به سریال شهرزاد وارد شد و روند و ریتم داستان، بازیگری، گریم و… نتوانسته بود طرفداران سریال را راضی نگه دارد، پرونده فصل دوم سریال در ۱۵ قسمت بسته شد و قسمت‌های باقی‌مانده با کمی تغییرات در قسمت‌های آغازین فصل سوم نمایش داده شد. سید محمد امامی، تهیه‌کننده شهرزاد در گفتگویی در مورد فصل دو و ساخت فصل سه اظهار داشت:
در ابتدا باید بگویم که خوشحالیم رقیب خودمان شده‌ایم و با فصل اول مقایسه می‌شویم. به هر حال فصل اول «شهرزاد» یک پدیده در نمایش خانگی بود. مردم به این مدیوم بی‌اعتماد شده بودند. مجموعه‌های تولید شده یا به انتها نمی‌رسیدند یا به مرور افت کیفیت جدی پیدا می‌کردند. ما با سریالی که سر و شکل درست و خوبی دارد، آمدیم و اعتماد از دست رفته را برگرداندیم.
او ادامه داد: دربارهٔ فصل دوم هم باید بگویم که نظراتی که ما از منتقدان گرفتیم، با نظرات مردم کمی تفاوت دارد. در واقع اگر به قصه به شکل مستقل نگاه کنیم، نقد زیادی ندارد چون به قول معروف به داستان آب نبستیم. فصل دوم شهرزاد از لحاظ ریتم، بازی‌ها و مابقی شاخصه‌ها امتیاز بالایی می‌گیرد، باور کنید که سری دوم ساختن خیلی کار سختی است و حفظ موفقیت از رسیدن به خود موفقیت کار سخت‌تری است.نتیجه تمام اتفاق‌های فصل دوم را در فصل بعدی می‌توان دید، کارهایی را در فصل دوم شهرزاد توسط آقای فتحی انجام شده‌است، نتیجه آن در فصل سوم برداشت می‌شود. مطمئن باشید وقتی فصل سوم تمام شود، متوجه علت همه اتفاق‌هایی که برای شخصیت‌های مختلف در فصل دوم افتاد، می‌شوید. کوچک‌ترین مسائل مثل آموزش رانندگی شهرزاد که امروز مورد نقد قرار می‌گیرد، در فصل سوم کاربرد دارد. با وجود کامنت‌های ناراضی، من از یک چیز مطمئن هستم و آن هم این است که در پایان فصل سوم، مردم به خاطر فصل دوم از ما تشکر می‌کنند! معتقدم فصل سوم به لحاظ داستانی همانی است که مردم دوست دارند. در واقع تم عاشقانه مشابه فصل اول به فضای کلی سریال بازمی‌گردد.
پخش «فصل سوم سریال شهرزاد» از روز چهارشنبه ۱۱ بهمن ۱۳۹۶ (۳۱ ژانویه ۲۰۱۸) به صورت هفتگی آغاز و در تاریخ ۲۱ خرداد ۱۳۹۷ به پایان رسید.

## بازیگران
| بازیگر              | نقش                       | توضیحات | فصل‌ها |
| ------------------- | ------------------------- | --- | ----- |
| علی نصیریان         | بزرگ‌آقا دیوان‌سالار        | پدر شیرین، برادر بلقیس و اسفندیار، عموی ناتنی قباد                                                                                 | ۱     |
| ترانه علیدوستی      | شهرزاد سعادت              | دختر جمشید و پروین،معشوقه و همسر اول قباد، معشوقه و همسر دوم فرهاد، مادر کبیر (امید)                                               | ۱٬۲٬۳ |
| شهاب حسینی          | قباد دیوان‌سالار (پاشایی)  | پسر نصرت و ماه لیلی، پسر خوانده اسفندیار،برادرزاده ناتنی بزرگ‌آقا و بلقیس، همسر اول شیرین، همسر اول شهرزاد، پدر کبیر (امید) و سالار | ۱٬۲٬۳ |
| مصطفی زمانی         | فرهاد دماوندی             | پسر هاشم و مرضیه،همسر دوم شهرزاد، روزنامه‌نگار                                                                                      | ۱٬۲٬۳ |
| پریناز ایزدیار      | شیرین دیوان‌سالار          | دختر بزرگ‌آقا، همسر اول قباد، همسر اول صابر عبدلی                                                                                   | ۱٬۲٬۳ |
| مهدی سلطانی         | هاشم دماوندی              | همسر مرضیه، پدر فرهاد و میترا، عاشق سابق بلقیس، خدمتگزار بزرگ‌آقا                                                                   | ۱٬۲٬۳ |
| محمود پاک‌نیت        | جمشید سعادت               | همسر پروین، پدر حمیرا، شهرزاد و سیمین، خدمتگزار بزرگ‌آقا                                                                            | ۱     |
| ابوالفضل پورعرب     | حشمت پاشایی               | خدمتگزار بزرگ آقا، برادر نصرت، عموی قباد                                                                                           | ۱     |
| هومن برق‌نورد        | سرهنگ خسرو تیموری         | سرهنگ شهربانی، عاشق مریم | ۱٬۲٬۳ |
| پرویز فلاحی‌پور      | نصرت پاشایی               | برادر حشمت، پدر قباد | ۱٬۲٬۳ |
| گلاره عباسی         | اکرم بوربوران             | ندیمهٔ شیرین و معشوقه گودرز آپرویز، صیغه قباد، مادر سالار                                                                           | ۱٬۲٬۳ |
| غزل شاکری           | آذر گل‌دره‌ای               | جاسوس اسفندیاری، عاشق فرهاد | ۱     |
| رؤیا نونهالی        | بلقیس خاتون دیوان‌سالار    | خواهر بزرگ‌آقا، عمه شیرین، عمه ناتنی قباد، معشوقهٔ هاشم، دوست ثریا                                                                   | ۲     |
| فریبا متخصص         | مرضیه                     | همسر هاشم دماوندی، مادر فرهاد و میترا                                                                                              | ۱٬۲٬۳ |
| سهیلا رضوی          | پروین                     | همسر جمشید سعادت، مادر حمیرا، شهرزاد و سیمین                                                                                       | ۱٬۲٬۳ |
| نسیم ادبی           | حمیرا سعادت               | خواهر بزرگ شهرزاد و سیمین، همسر هوشنگ                                                                                              | ۱٬۲٬۳ |
| مونا احمدی          | سیمین سعادت               | خواهر کوچک شهرزاد و حمیرا | ۱     |
| امیرحسین رستمی      | بابک یگانه                | دوست فرهاد، نامزد مریم مهرزاد | ۱     |
| مینا وحید           | مریم مهرزاد               | نامزد بابک یگانه، معشوقه سرهنگ تیموری                                                                                              | ۱     |
| پانته‌آ پناهی‌ها      | شربت                      | نامزد تقی رفعت، معشوقهٔ نصرت | ۱٬۲   |
| رامین ناصرنصیر      | هوشنگ نصیری               | همسر حمیرا سعادت، عاشق مهری | ۱٬۲٬۳ |
| امیرحسین فتحی       | صابر عبدلی (همایون مهتدی) | مستخدم حشمت پاشایی، همسر دوم شیرین دیوان‌سالار                                                                                      | ۱٬۲٬۳ |
| جمشید گرگین         | شهرام بهبودی              | رقیب بزرگ آقا | ۱     |
| مهران نائل          | نادر ارشد                 | رئیس و همکار فرهاد، مدیر دفتر روزنامه باختر امروز و زمانه                                                                          | ۱٬۲٬۳ |
| فرشید صمدی‌پور       | ذبیح                      | نوچهٔ بزرگ آقا | ۱٬۲   |
| پرویز بزرگی         | رجب                       | نوچهٔ بزرگ آقا | ۱٬۲   |
| محمد یگانه          | اسد قیاس                  | نوچهٔ بزرگ آقا | ۱٬۲   |
| ناهید مسلمی         | بتول خانم                 | دایهٔ کبیر (امید) | ۱٬۲٬۳ |
| ساقی زینتی          | ململ طاهر خانلو           | ندیمهٔ عمارت دیوان سالار | ۱     |
| نهال دشتی           | میترا دماوندی             | خواهر فرهاد، معشوقه اصغری | ۱٬۲٬۳ |
| منوچهر زنده‌دل       | سرهنگ سهیلی               | سرهنگ شهربانی | ۱     |
| محمدهادی قمیشی      | شروانی                    | رقیب بزرگ آقا | ۱     |
| حمیدرضا آذرنگ       | ستوان محمدی               | بازیگر افتخاری | ۱     |
| بانیپال شومون       | اسفندیاری                 | رئیس آذر گل‌دره‌ای | ۱     |
| عباس ظفری           | پدر اکرم                  | معتاد | ۱٬۲   |
| رضا نجفی            | تقی رفعت                  | نامزد شربت و نوچه شهرام بهبودی | ۱     |
| پاشا جمالی          | اصغر اصغری                | شاگرد هاشم دماوندی، عاشق میترا دماوندی                                                                                             | ۱٬۲٬۳ |
| پریسا صبوری‌نژاد     | سعیده منصوری              | دوست شهرزاد، خیاط | ۱     |
| مهدی علیپور         |                           | | ۱     |
| امیر جعفری          | سروان گودرز آپرویز        | سروان اداره جنایی شهربانی، عاشق اکرم                                                                                               | ۲٬۳   |
| آتنه فقیه‌نصیری      | ثریا                      | همسر شاپور بهبودی، دوست بلقیس دیوان‌سالار                                                                                           | ۲     |
| رضا کیانیان         | شاپور بهبودی              | برادر ناتنی شهرام بهبودی، همسر ثریا، رقیب قباد                                                                                     | ۲٬۳   |
| جمشید هاشم‌پور       | سرگرد فولادشکن            | بازپرس شهربانی | ۱     |
| معصومه بیگی         | سیمین سعادت               | خواهر کوچک شهرزاد و حمیرا | ۲٬۳   |
| سام نوری            | احمد صدق نوری             | وکیل خاندان دیوان‌سالار | ۱٬۲٬۳ |
| محسن نقیبیان        | ستوان دارومی              | دستیار سروان آپرویز | ۲٬۳   |
| حسین سحرخیز         | مسعود خان                 | پسر دایی بزرگ آقا | ۲     |
| شکرخدا گودرزی       | مظفر                      | نوچه خاندان بهبودی | ۲٬۳   |
| امیرکاوه آهنین‌جان   | امین آقا شروانی           | پسر شروانی | ۲٬۳   |
| امان رحیمی          | امان                      | باغبان امارت بزرگ‌آقا دیوان‌سالار و راننده بلقیس دیوان‌سالار                                                                          | ۱٬۲٬۳ |
| سیامک حلمی          | فری                       | نوچهٔ نصرت و قباد | ۲٬۳   |
| مرتضی رستمی         | معقول خان                 | از اعضای خاندان دیوان سالار و از مدعیان جانشینی بزرگ‌آقا دیوان‌سالار                                                                 | ۲     |
| جواد زیتونی         | اسدی                      | وکیل | ۲٬۳   |
| فرهاد مهدوی         | دکتر میرزاد               | پزشک بیمارستان سینا | ۱٬۲٬۳ |
| مهری آل‌آقا          | لطیفه خانم                | مادر اکرم | ۱٬۲٬۳ |
| هوتن شاطری‌پور       | سهراب فریاد               | دوست فرهاد | ۲٬۳   |
| امیرحسین شریعتمداری | مصطفیٰ راد                 | دوست فرهاد | ۲٬۳   |
| محسن مروی           | آرش تیرداد                | دوست فرهاد | ۲٬۳   |
| شهاب اشکان          | کوچیک                     | نوچهٔ قباد | ۲٬۳   |
| بهزاد داوری         | کرم                       | نوچهٔ قباد | ۲٬۳   |
| پوریا میاندهی       | کریم                      | نوچهٔ قباد | ۲٬۳   |
| الهام نامی          | مهری                      | همسر دوم هوشنگ | ۲٬۳   |
| احمد لشینی          | سرهنگ پدیدار              | سرهنگ شهربانی | ۲٬۳   |
| مهسا نصیری          | عصمت بوربوران             | خواهر اکرم | ۱٬۲٬۳ |
| بهشته آلیان         | کلثوم                     | خدمتکار عمارت دیوان‌سالار | ۱٬۲٬۳ |
| کامران ریحانی‌پور    | کمال                      | خدمتکار عمارت دیوان‌سالار | ۱٬۲٬۳ |
| مجید سعیدی          | الیاس                     | دستیار سروان آپرویز | ۳     |
| بهنام قربانی        |                           | دکتر | ۳     |
| پرویز بشردوست       | عنایت‌الله خان             | از مدعیان جانشینی بزرگ آقا | ۲     |
| علی رفیعی           |                           | | ۲     |

## موسیقی
موسیقی متن این مجموعه توسط امیر توسلی تهیه شده‌است.
در قسمت‌های نخست، تیتراژ ابتدایی و پایانی این سریال با صدای علیرضا قربانی و شعر افشین یداللهی اجرا شد ولی از قسمت پنجم به بعد تیتراژ جدیدی با عنوان «کجایی» با صدای محسن چاوشی جایگزین شد. پیش‌تر دو ترانه «به رسم یادگار» با ترانه‌سرایی حسین صفا و «همخواب» با شعری از وحشی بافقی توسط این خواننده اجرا شد و به عنوان کلیپ‌ها و تیزرهای سریال پخش شد.

### قطعات موسیقی ساخته شده
| تاریخ انتشار     | نام قطعه        | خواننده       | ترانه‌سرا           | آهنگساز       | تنظیم‌کننده    | همخوان                         | توضیحات                  |
| ---------------- | --------------- | ------------- | ------------------ | ------------- | ------------- | ------------------------------ | ------------------------ |
| ۰۵ مهر ۱۳۹۴      | همخواب          | محسن چاوشی    | وحشی بافقی         | محسن چاوشی    | بهروز صفاریان | -                              |                          |
| ۱۱ مهر ۱۳۹۴      | به رسم یادگار   | محسن چاوشی    | حسین صفا           | محسن چاوشی    | بهروز صفاریان | -                              |                          |
| ۲۰ مهر ۱۳۹۴      | شهرزاد          | علیرضا قربانی | افشین یداللهی      | فردین خلعتبری | -             | -                              |                          |
| ۲۵ آبان ۱۳۹۴     | کجایی           | محسن چاوشی    | محسن چاوشی         | محسن چاوشی    | محسن چاوشی    | سینا سرلک                      |                          |
| ۰۷ دی ۱۳۹۴       | شهرزاد          | محسن چاوشی    | حسین صفا           | محسن چاوشی    | بهروز صفاریان | -                              |                          |
| ۲۷ دی ۱۳۹۴       | افسار           | محسن چاوشی    | پریناز جهانگیر عصر | محسن چاوشی    | محسن چاوشی    | سینا سرلک با دکلمه مصطفی زمانی |                          |
| ۰۸ بهمن ۱۳۹۴     | برخیز           | سینا سرلک     | هوشنگ ابتهاج       | پدرام کشتکار  | آرش پاکزاد    | -                              |                          |
| ۲۶ بهمن ۱۳۹۴     | ماه پیشونی      | محسن چاوشی    | محسن بوالحسنی      | محسن چاوشی    | محسن چاوشی    | -                              |                          |
| ۱۶ فروردین ۱۳۹۵  | خداحافظی تلخ    | محسن چاوشی    | فاضل نظری          | محسن چاوشی    | محسن چاوشی    | -                              |                          |
| ۲۷ اردیبهشت ۱۳۹۵ | دیوونه          | محسن چاوشی    | پدرام پاریزی       | محسن چاوشی    | فرشاد حسامی   | -                              |                          |
| ۱۸ اردیبهشت ۱۳۹۶ | فندک تب دار     | محسن چاوشی    | محسن چاوشی         | محسن چاوشی    | شهاب اکبری    | سینا سرلک                      | پیش از پخش فصل دوم       |
| ۲۹ خرداد ۱۳۹۶    | ای دریغا        | محسن چاوشی    | حسین صفا           | محسن چاوشی    | شهاب اکبری    | سینا سرلک                      | تیتراژ قسمت‌های ۱ تا ۱۰   |
| ۲ مرداد ۱۳۹۶     | هوام دوباره پسه | محسن چاوشی    | حسین صفا           | محسن چاوشی    | شهاب اکبری    | -                              | کلیپ قسمت ۵              |
| ۳۰ مرداد ۱۳۹۶    | تنها امید زندگی | سینا سرلک     | علیرضا شجاع پور    | پدرام کِشتکار  | پدرام کِشتکار  | -                              | کلیپ قسمت ۹              |
| ۱۳ شهریور ۱۳۹۶   | کاش ندیده بودمت | محسن چاوشی    | حسین صفا           | محسن چاوشی    | محسن چاوشی    | -                              | تیتراژ قسمت‌های ۱۱ به بعد |
| ۶ بهمن ۱۳۹۶      | جمعه            | محسن چاوشی    | محسن چاوشی         | محسن چاوشی    | شهاب اکبری    | -                              |                          |
| ۲۷ فروردین ۱۳۹۷  | دل ای دل        | محسن چاوشی    | باباطاهر           | محسن چاوشی    | شهاب اکبری    | سینا سرلک                      |                          |
| ۳۱ اردیبهشت ۱۳۹۷ | چه کردی         | امین بانی     | افشین یداللهی      | امیر توسلی    | -             | فرناز ملکی                     |                          |
| ۲۱ خرداد ۱۳۹۷    | نشد             | امین بانی     | حسین غیاثی         | امیر توسلی    | -             | فرناز ملکی                     |                          |

## جوایز و نامزدی‌ها

### فصل اول
| فصل | سال  | جشنواره                                 | بخش                        | نامزد                                     | نتیجه    | جایزه      |
| --- | ---- | --------------------------------------- | -------------------------- | ----------------------------------------- | -------- | ---------- |
| ۱   | ۱۳۹۵ | شانزدهمین دوره جشن دنیای تصویر          | بهترین مجموعه تلویزیونی    | سید محمد امامی                            | برنده    | تندیس حافظ |
| ۱   | ۱۳۹۵ | شانزدهمین دوره جشن دنیای تصویر          | بهترین کارگردانی تلویزیونی | حسن فتحی                                  | برنده    | تندیس حافظ |
| ۱   | ۱۳۹۵ | شانزدهمین دوره جشن دنیای تصویر          | بهترین فیلمنامه تلویزیونی  | حسن فتحی و نغمه ثمینی                     | نامزدشده | تندیس حافظ |
| ۱   | ۱۳۹۵ | شانزدهمین دوره جشن دنیای تصویر          | بهترین موسیقی تیتراژ       | محسن چاوشی و سینا سرلک (برای قطعه کجایی؟) | نامزدشده | تندیس حافظ |
| ۱   | ۱۳۹۵ | شانزدهمین دوره جشن دنیای تصویر          | بهترین بازیگر مرد          | علی نصیریان                               | برنده    | تندیس حافظ |
| ۱   | ۱۳۹۵ | شانزدهمین دوره جشن دنیای تصویر          | بهترین بازیگر مرد          | شهاب حسینی                                | نامزدشده | تندیس حافظ |
| ۱   | ۱۳۹۵ | شانزدهمین دوره جشن دنیای تصویر          | بهترین بازیگر زن           | ترانه علیدوستی                            | نامزدشده | تندیس حافظ |
| ۱   | ۱۳۹۵ | شانزدهمین دوره جشن دنیای تصویر          | بهترین بازیگر زن           | پریناز ایزدیار                            | نامزدشده | تندیس حافظ |
| ۱   | ۱۳۹۵ | شانزدهمین دوره جشن دنیای تصویر          | تندیس یک عمر فعالیت هنری   | جمشید هاشم پور                            | برنده    | تندیس حافظ |
| ۱   | ۱۳۹۵ | چهارمین دوره جشنواره بین‌المللی فیلم یاس | بهترین کارگردانی           | حسن فتحی                                  | برنده    | یاس زرین   |
| ۱   | ۱۳۹۵ | چهارمین دوره جشنواره بین‌المللی فیلم یاس | بهترین فیلمنامه            | حسن فتحی و نغمه ثمینی                     | برنده    | یاس زرین   |
| ۱   | ۱۳۹۵ | چهارمین دوره جشنواره بین‌المللی فیلم یاس | بهترین بازیگر زن           | ترانه علیدوستی                            | نامزدشده | یاس زرین   |
| ۱   | ۱۳۹۵ | چهارمین دوره جشنواره بین‌المللی فیلم یاس | بهترین بازیگر زن           | غزل شاکری                                 | نامزدشده | یاس زرین   |
| ۱   | ۱۳۹۵ | چهارمین دوره جشنواره بین‌المللی فیلم یاس | بهترین بازیگر مرد          | علی نصیریان                               | نامزدشده | یاس زرین   |
| ۱   | ۱۳۹۵ | چهارمین دوره جشنواره بین‌المللی فیلم یاس | بهترین بازیگر مرد          | شهاب حسینی                                | نامزدشده | یاس زرین   |

### فصل دوم و سوم
| ۱۳۹۷ | هجدهمین جشن حافظ |                                  |                       |          |
| ۱۳۹۷ | هجدهمین جشن حافظ | بهترین مجموعه تلویزیونی          | سید محمد امامی        | نامزدشده |
| ۱۳۹۷ | هجدهمین جشن حافظ | بهترین کارگردانی تلویزیونی       | حسن فتحی              | برنده    |
| ۱۳۹۷ | هجدهمین جشن حافظ | بهترین فیلمنامه تلویزیونی        | نغمه ثمینی و حسن فتحی | نامزدشده |
| ۱۳۹۷ | هجدهمین جشن حافظ | بهترین بازیگر مرد درام تلویزیونی | شهاب حسینی            | نامزدشده |
| ۱۳۹۷ | هجدهمین جشن حافظ | بهترین بازیگر مرد درام تلویزیونی | مصطفی زمانی           | نامزدشده |
| ۱۳۹۷ | هجدهمین جشن حافظ | بهترین بازیگر مرد درام تلویزیونی | مهدی سلطانی           | برنده    |
| ۱۳۹۷ | هجدهمین جشن حافظ | بهترین بازیگر مرد درام تلویزیونی | امیرحسین فتحی         | نامزدشده |
| ۱۳۹۷ | هجدهمین جشن حافظ | بهترین بازیگر زن درام تلویزیونی  | ترانه علیدوستی        | نامزدشده |
| ۱۳۹۷ | هجدهمین جشن حافظ | بهترین بازیگر زن درام تلویزیونی  | پریناز ایزدیار        | نامزدشده |
| ۱۳۹۷ | هجدهمین جشن حافظ | بهترین بازیگر زن درام تلویزیونی  | گلاره عباسی           | نامزدشده |
| ۱۳۹۷ | هجدهمین جشن حافظ | بهترین بازیگر زن درام تلویزیونی  | رؤیا نونهالی          | برنده    |

## حواشی
نادر فتوره‌چی، فعال سیاسی چپگرا، در آبان‌ماه سال ۱۳۹۵ پویشی را با عنوان #نه_به_شهرزاد راه‌اندازی کرد که هدف از آن روشن‌شدن منابع مالی سریال شهرزاد، پس از بازداشت تهیه‌کننده آن، محمد امامی در ارتباط با پرونده فساد مالی بانک سرمایه بود.این کمپین پس از آن آغاز شد که ترانه علیدوستی، بازیگر نقش «شهرزاد» در صفحه اینستاگرام خود شایعات پیرامون توقف ساخت فصل دوم این سریال را مردود دانست.
همچنین، روابط عمومی سریال شهرزاد طی بیانیه ای اعلام داشت: «اقدام به ساخت فصل دوم سریال «شهرزاد» با عنایت به استقبال میلیونی علاقه مندان از این سریال در داخل و خارج از کشور اتخاذ شده‌است و کلیه عوامل هنری این سریال نیز همچون سایر مردم، پس از شروع فیلمبرداری فصل دوم آن از اخبار مربوط به فراخوانده شدن تهیه‌کننده سریال به مراجع قضایی اطلاع حاصل کردند بی آنکه در جریان دقیق موضوع قرار گرفته باشند». در پایان این بیانیه نیز نوشته شده: «عوامل سریال «شهرزاد» برای رفع هرگونه شبهه و سوءتفاهم، رسماً اعلام می‌دارند که درخصوص وقایع پیش آمده، تابع رای و نظر نهایی مراجع قضایی بوده و به نشانه مسئولیت پذیری نسبت به میلیون‌ها مخاطب ارزشمند این سریال در اقصی نقاط دنیا و تعهد نسبت به باورهای حرفه ای خودشان، تا اطلاع ثانوی به تولید سریال ادامه داده و مطابق نص صریح قانون عمل خواهند کرد».
از طرف دیگر فعالیت کمپین #نه_به_شهرزاد گسترش یافت و با حمله به صفحات اینستاگرام سایر عوامل سریال از جمله رضا کیانیان (بازیگر)، شهاب حسینی (بازیگر)، حسن فتحی (کارگردان) و نغمه ثمینی (نویسنده) خواهان توقف سریال شدند. همچنین رسانه‌های فارسی‌زبان در داخل و خارج از کشور، از جنبه‌های مختلف به حواشی سریال شهرزاد پرداختند.
در اوایل دی ماه، حسن فتحی، کارگردان سریال شهرزاد در جشنواره‌ای به نام «یاس» خواهان حمایت اعضای خانه سینما و انجمن کارگردانان از این سریال شد، اما دو روز پس از این درخواست، ناگهان خبر توقف تولید این سریال در رسانه‌ها مطرح و روابط عمومی این مجموعه، دلیل توقف را «کمردرد کارگردان» و به صورت «موقت» اعلام کرد.
افشین پرورش مدعی است که کمپین علیه سریال شهرزاد، نبرد قدرتی بر سر پروژهٔ درآمدزای سریال شهرزاد، با شعارهای چپگرایانه، عوامفریبانه و به ظاهر عدالت محور است. او، نادر فتوره چی و همراهانش در کمپین نه به شهرزاد را به سوء استفاده از احساسات مردم و فریب افکار عمومی متهم می‌کند که با رفتار و ادبیاتی همانند رفتار و ادبیات اراذل و اوباش و گروه‌های فشار، بدترین ضربه را به جنبش مردمی عدالت‌خواه ایران زده‌اند که خاطره و تجربهٔ تلخ آن تا سالها در ذهن مردم ایران باقی خواهد ماند.
ترانه علیدوستی در کنفرانس خبری فیلم برادران لیلا در جشنواره کن در این باره بار دیگر توضیح داد: «اتفاقی که دربارهٔ پروژه سریال «شهرزاد» روی داد، تلنگری برای همه ما بود و تا قبل از آن، ما دقت امروز را در این موارد نداشتیم. من با آقای امامی در پایان فصل یک «شهرزاد» آشنا شدم و از حضور ایشان در پروژه اطلاعی نداشتم. تهیه‌کننده دیگری به جای ایشان با من قرارداد امضا کرده بود.» او با اشاره به این‌که نمی‌خواهد آن ماجرا توجیه کند، افزود: «شاید وظیفه ما بود که باید می‌دانستیم سرمایه سریال چگونه تأمین شده و در آن کار نمی‌کردیم، اما واقعاً و صادقا نمی‌دانستیم. از سوی دیگر باید توجه داشته باشید که پولی در یک سریال سرمایه‌گذاری شده و پنج برابر آن برگشته به همان آدم، اما شما چرا از من سؤال می‌پرسید؟ چون آن پول دست من نیست. سود آن پول دست من نیست. من دستمزدی گرفتم که در هر پروژه دیگری هم می‌گرفتم و نجمومی هم نبوده‌است. درنتیجه پول یا سود این سریال، دست کسی است که الان در زندان به سر می‌برد و این را که من چه کمکی می‌توانم به پیشرفت این بحث بکنم، نمی‌دانم.»
سید محمدهادی رضوی از سرمایه‌گذاران فصل اول سریال شهرزاد، داماد محمد شریعتمداری وزیر کار و رفاه اجتماعیدولت حسن روحانی است.

## نماهنگ
نماهنگ شهرزاد یک پروژه مستقل است که با صدای سورنا منتصر، تدوین و کارگردانی علیرضا ربیع مقدم در اسفند ماه ۱۳۹۴ بصورت شخصی تهیه و تولید گرديد. این نماهنگ برنده بهترین نماهنگ جشنواره فیلم‌های ایرانی سانفرانسیسکو شد. از اینکود x265 برای اولین بار در ایران، در نماهنگ شهرزاد استفاده شده است و موفق به کسب امتیاز ۹.۱ از ۱۰ در سایت IMDB شد.